# Karl-Heinz Wöhrlin
Karl-Heinz Wöhrlin (* 21. Juli 1957 in Schwenningen) ist ein deutscher ehemaliger Fußballspieler, der von 1984 bis 1989 in der Fußball-Bundesliga 122 Spiele bestritt und dabei ein Tor erzielte.

## Laufbahn

### 2. Fußball-Bundesliga, 1976 bis 1984
Mit 19 Jahren debütierte der von Alemannia Zähringen zum BSV 07 Schwenningen, dem Aufsteiger aus der Amateurliga Schwarzwald-Bodensee, gekommene Wöhrlin in der 2. Fußball-Bundesliga Gruppe Süd. Der junge Defensivspieler absolvierte mit 35 Einsätzen bei den Trainern Michael Pfeiffer und Josef Becker die meisten Spiele des BSV. Das Gastspiel der Schwenninger beschränkte sich auf eine Runde in der 2. Liga und Wöhrlin spielte dadurch in der Saison 1977/78 mit dem BSV in der Amateurliga Schwarzwald-Bodensee. Zur Runde 1978/79 nahm er ein Vertragsangebot des SC Freiburg, dem südbadischen Aufsteiger in die 2. Fußball-Bundesliga, an.
Zwar bedurfte es eines Trainerwechsels von Manfred Brief hin zu Heinz Baas, aber der sportliche Zugewinn durch die weiteren Neuzugänge Günther Wienhold, Paul Dörflinger (der Stürmer vom SV Weil schoss 20 Tore) und Joachim Löw reichte am Rundenende doch zur Sicherung des Klassenerhaltes in der ersten Runde von Wöhrlin beim SC Freiburg. In 28 Begegnungen hatte er an der Seite des Leistungsträgers Reinhard Binder seinen Beitrag zur Erringung des 15. Platzes beigetragen. Am 10. Spieltag erlebte Wöhrlin sein erstes Derby gegen den Freiburger FC. In sechs Runden – 1978 bis 1984 – kam der Verteidiger in 197 Ligaspielen zum Einsatz und erzielte dabei fünf Treffer für den Sportclub. Er hatte es dabei mit den Trainern Brief, Baas, Josef Becker, Norbert Wagner, Karl-Heinz Bente, Lutz Hangartner, Werner Olk und Fritz Fuchs zu tun gehabt und verabschiedete sich im Sommer 1984 mit dem siebten Rang in die Fußball-Bundesliga zu Bayer 05 Uerdingen.

### Fußball-Bundesliga, 1984 bis 1989
Gemeinsam mit den Neuzugängen Wolfgang Funkel und Wolfgang Schäfer verstärkte der Mann aus dem Schwarzwald die Mannschaft von Trainer Karl-Heinz Feldkamp in Uerdingen. Sein Debüt hatte Wöhrlin am ersten Spieltag der Runde 1984/85, am 24. August 1984, beim Auswärtsspiel gegen Werder Bremen. Der Bundesligist aus Krefeld erreichte in der Bundesliga den siebten Tabellenplatz und Wöhrlin hatte 33 Spiele absolviert.
Sportlicher Höhepunkte wurde aber für Wöhrlin und Bayer Uerdingen der überraschende Erfolgsweg im DFB-Pokal. Am 26. Mai 1985 gewannen die Mannen um Friedhelm Funkel – Wöhrlin spielte in der Verteidigung – in Berlin mit 2:1 Toren das Pokalfinale 1985 gegen den klaren Favoriten FC Bayern München. In der zweiten Bundesligarunde kam der Schwarzwälder 1985/86 auf 32 Bundesligaeinsätze und Bayer Uerdingen belegte den dritten Rang. In dieser Saison kamen noch die Spiele im Europapokal der Pokalsieger hinzu. Wöhrlin kam gegen den Zurrieq FC, Galatasaray Istanbul, Dynamo Dresden und Atlético Madrid zum Einsatz. Beim 7:3-Sensationserfolg im Rückspiel am 19. März 1986 in Uerdingen gegen Dresden – nach einem 1:3 Halbzeitrückstand – stand er aber nicht im siegreichen Feldkamp-Team.
Im Sommer 1987 wechselte er zum Bundesliga-Aufsteiger Karlsruher SC. Nach der zweiten Runde 1988/89 – Wöhrlin wurde durch Trainer Winfried Schäfer in zehn Begegnungen eingesetzt – beendete er nach 122 Bundesligaspielen 1989 mit 32 Jahren seine Ligakarriere. Das letzte Spiel in der Bundesliga absolvierte Karl-Heinz Wöhrlin mit seinen Mannschaftskameraden Oliver Kreuzer, Daniel Simmes und Wolfgang Trapp am 25. Mai 1989 im Wildparkstadion gegen Bayer 04 Leverkusen.
Der als „Brasilianer“ gerufene Wöhrlin, war nicht der Typ des knochenharten und zweikampfverbissenen Defensivarbeiters; eher war der leichtfüßige Defensivmann ein „Bruder Leichtfuß“, der Trainer und Torhüter zur Weißglut bringen konnte, da er zumeist mit spielerischen Mitteln seine Aufgabe zu lösen versuchte. Sein Offenspiel war durch seine läuferische Klasse und seine Technik dagegen immer ein Gewinn für seine Mannschaften.
Heute arbeitet Wöhrlin in Donaueschingen als Autoverkäufer.